# Mariä Himmelfahrt (Stuttgart-Degerloch)

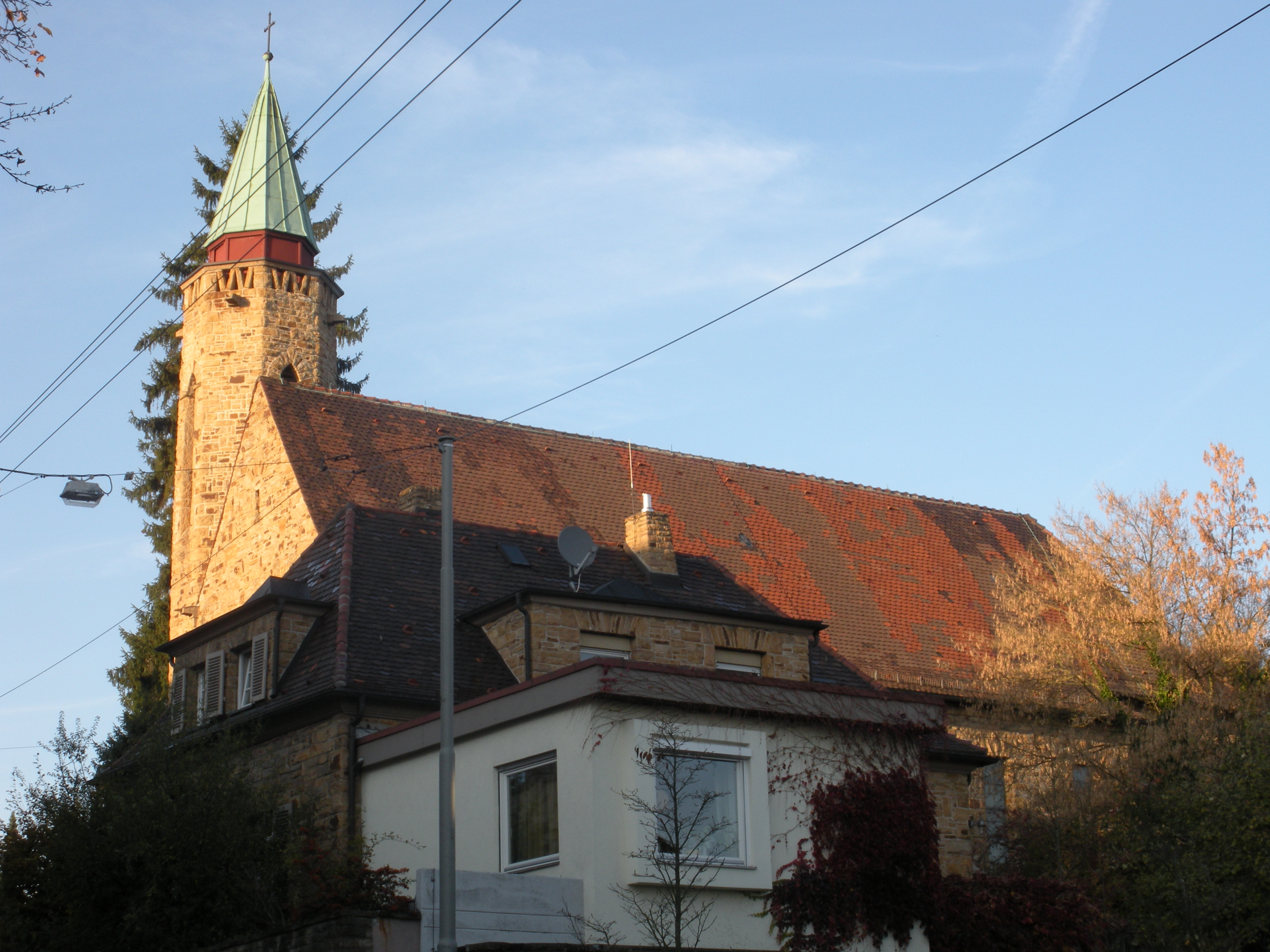
Mariä Himmelfahrt in Degerloch

Die römisch-katholische Pfarrkirche Mariä Himmelfahrt ist ein geschütztes Kulturdenkmal nach dem Denkmalschutzgesetz. Sie steht in Degerloch, einem Stadtbezirk der Landeshauptstadt Stuttgart in Baden-Württemberg. Die Kirchengemeinde gehört zum Stadtdekanat Stuttgart in der Diözese Rottenburg-Stuttgart.

## Beschreibung
Die expressionistische Hallenkirche wurde 1925/27 nach einem Entwurf von Hugo Schlösser gebaut. Ihr Langhaus besteht aus einem Mittelschiff und einem schmalen Seitenschiff. Im Osten des Mittelschiffs ist ein querrechteckiger Chor angebaut. Der achteckige Kirchturm steht an der Nordwestecke. 
Der Innenraum ist mit einer Holzbalkendecke überspannt. Die Glasmalereien hat 1954 Wilhelm Geyer gestaltet. Der Altar, der Tabernakel und das Taufbecken stammen von Otto Herbert Hajek. Eine Pietà hat 1927 Friedrich Thuma dargestellt. Die Kreuzwegstationen hat 1929 Gebhard Fugel gemalt. Die Orgel wurde 1965 als Opus 1128 von der Orgelbau Friedrich Weigle gebaut.